# Laurence Fishburne
Laurence John Fishburne III (sinh ngày 30 tháng 7 năm 1961) là diễn viên điện, biên kịch, đạo diễn và nhà sản xuất phim Hoa Kỳ. Fishburne nổi tiếng với vai diễn nhân vật Morpheus trong thương hiệu The Matrix và gần đây nhất là Bowery King trong thương hiệu phim John Wick.